# Teoría del equilibrio general

Excedente de los consumidores y los productores en el punto de equilibrio para las curvas de oferta y demanda.

La teoría del equilibrio general es una rama de la  microeconomía. La misma trata de dar una explicación global del comportamiento de la producción, el consumo y la formación de precios en una economía con uno o varios mercados.
El equilibrio general intenta dar una explicación de lo particular a lo general (bottom-up), comenzando con los mercados y agentes individuales, mientras que la macroeconomía, según lo expresado por los economistas keynesianos, emplea una visión de lo general a lo particular (top-down), donde el análisis comienza por los componentes más destacados. Sin embargo, muchos modelos macroeconómicos tienen un 'mercado de bienes' y estudian, por ejemplo, su interacción con el mercado financiero. Los modelos generales del equilibrio suelen incluir diversos mercados de bienes. Los modelos generales modernos del equilibrio son complejos y requieren computadoras para ayudar a encontrar soluciones numéricas.
En un sistema de mercado, los precios y la producción de todos los bienes, incluyendo el precio del dinero y el interés, están relacionados. Un cambio en el precio de un bien, por ejemplo el pan, puede afectar otro precio (por ejemplo, los salarios de los panaderos). Si el gusto del pan depende de quién sea el panadero, la demanda del pan puede verse afectada por un cambio en los salarios de los panaderos y, por consiguiente, en el precio del pan. En teoría, calcular el precio de equilibrio de un solo bien requiere un análisis que considere todos los millones de diversos bienes que están disponibles.

## Historia de los modelos de equilibrio general
El primer intento en la economía neoclásica de modelar los precios de toda una economía lo realizó Léon Walras. Su obra Los elementos de la economía pura proporciona varios modelos, cada uno de los cuales tiene en cuenta una mayor cantidad de aspectos de una economía real (dos tipos de bienes, muchos tipos de bienes, producción, crecimiento, dinero). Algunos autores (por ejemplo, Eatwell, 1989, y también Jaffe, 1953) piensan que Walras no tuvo éxito y que los últimos modelos que desarrolló son inconsistentes. En particular, el modelo de Walras era un modelo de un período prolongado en el cual los precios de los bienes de capital son iguales, independientemente de que aparezcan como variables de entrada o como variables de salida, y se presenta el mismo margen de ganancias en todas las líneas de la industria. En este modelo, el precio de costo de cada bien de capital debe ser igual, en equilibrio, al precio de demanda. Esto es inconsistente con lo que se obtiene cuando se toman, como dato, las cantidades de bienes de capital. Sin embargo, cuando Walras introdujo bienes de capital en sus modelos posteriores, tomó sus cantidades como un dato, en relaciones arbitrarias. Kenneth Arrow y Gerard Debreu también tomaron las cantidades iniciales de bienes de capital como un dato, pero adoptaron un modelo simple en el cual los precios de los bienes de capital varían con el tiempo y también el tipo de interés varía de un bien de capital a otro.
Walras fue el primero en organizar un programa de investigación que ha sido seguido por muchos economistas del siglo XX. En particular, planteó la necesidad de investigar las condiciones necesarias para que los equilibrios sean únicos y estables.
Walras también propuso un sistema dinámico mediante el cual se puede alcanzar un equilibrio general, denominado tâtonnement o proceso a tientas.
El proceso de tâtonnement es una herramienta para investigar la estabilidad de equilibrios. Los precios son anunciados por un subastador, y los agentes indican qué cantidad quieren ofrecer (proveer) o comprar (demandar) de cada uno de los bienes. No se realiza transacción ni producción alguna mientras los precios estén desequilibrados. En cambio, se reducen los precios de aquellas mercancías con precios positivos y exceso de oferta, mientras que aumentan los precios de las mercancías con exceso de demanda. La pregunta para el matemático es bajo qué condiciones tal proceso alcanzará un equilibrio en el cual la demanda se equilibre con el suministro para proveer para mercancías con precios positivos y la demanda no exceda el suministro de aquellas mercancías con un precio nulo. Walras no pudo encontrar una respuesta definitiva a esta pregunta (véanse, más abajo, los problemas sin resolver en equilibrio general).
En el análisis del equilibrio parcial, la determinación del precio de un bien se simplifica consultando el precio de un bien, y asumiendo que los precios del resto de las mercancías permanecen constantes. La teoría marshalliana de la oferta y demanda es un ejemplo de análisis de equilibrio parcial. El análisis de equilibrio parcial es adecuado cuando los efectos de primer orden de un cambio (por ejemplo, la curva de la demanda) no desplazan la curva de oferta. Los economistas angloamericanos se interesaron en el equilibrio general a finales de la década de 1920 y a principios de la de 1930, luego de que Piero Sraffa demostrara que los economistas marshallianos no pueden explicar la pendiente ascendente de la curva de oferta de un bien de consumo.
Si una industria utiliza poca cantidad de un factor de producción, un pequeño aumento en el volumen de producción de dicha industria no incrementará el precio de dicho factor. En una aproximación de primer orden, las empresas en dicha industria no notarán una disminución en sus costos, y las curvas de suministro de la industria no experimentarán un incremento. En cambio, si una industria utiliza una cantidad apreciable del factor de producción, un aumento en el volumen de la producción producirá una reducción de los costos de producción. Pero tal factor es probable que sea utilizado en substitutos del producto de la industria, y un aumento de precio de este factor tendrá efectos sobre la oferta de los sustitutos. Por lo tanto, según Sraffa sostenía, en estos casos los efectos de primer orden de un cambio en la curva de la demanda de la industria original incluyen un cambio en la curva de oferta de los sustitutos para el producto y cambios correspondientes en la curva de oferta de la industria original. El equilibrio general es adecuado para investigar este tipo de interacciones entre los mercados.
Los economistas de Europa continental realizaron importantes avances en la década de 1930. Las demostraciones de Walras sobre la existencia del equilibrio general a menudo se basaban en contabilizar la cantidad de variables y de ecuaciones. Pero tales estrategias son inadecuadas para sistemas de ecuaciones no lineales, y no implican que los precios y las cantidades del equilibrio no puedan ser negativos, lo cual es una solución que carece de sentido. El reemplazo de ciertas ecuaciones por desigualdades y el uso de matemáticas más rigurosas permitieron mejorar el modelado del equilibrio general.

## Concepto moderno del equilibrio general en la economía

Precio de equilibrio en un mercado libre.

El concepto moderno del equilibrio general es proporcionado por un modelo desarrollado en común por Kenneth Arrow, Gerard Debreu y Lionel W. McKenzie en los años 50. Gerard Debreu presenta este modelo en su obra La teoría del valor (1959) como un modelo axiomático, siguiendo el estilo matemático promovido por Bourbaki. En este enfoque, la interpretación de los términos en la teoría (mercancías, precios) no es fijada por los axiomas.
A menudo se han citado tres importantes interpretaciones de los términos de la teoría. Primero, supóngase que las materias primas son distinguibles por la región en donde se entregan. De aquí se deriva que el modelo Arrow-Debreu es un modelo espacial de, por ejemplo, comercio internacional.
En segundo lugar, supóngase que las materias primas se distinguen según el punto en el tiempo en el que se entregan. Es decir, imagínese que todos los mercados se equilibran en un cierto instante inicial del tiempo. En este modelo, los agentes compran y venden contratos. Por ejemplo, un contrato especifica un bien que se entregará y la fecha en la cual debe entregarse. El modelo de Arrow-Debreu de equilibrio intertemporal contiene mercados a plazo para todas las mercancías en todas las fechas. No existe ningún mercado en ninguna fecha futura.
Tercero, supóngase que los contratos especifican los estados de la naturaleza que afectan si una materia prima debe entregarse: "un contrato para la transferencia de una materia prima ahora específica, además de sus características físicas, su ubicación y su fecha, acontecimiento cuya ocurrencia condiciona la realización de la transferencia. Esta nueva definición de una materia prima permite obtener una teoría libre del riesgo de cualquier concepto probabilístico... " (Debreu, 1959).
Estas interpretaciones pueden combinarse. Por lo tanto, se puede decir que el modelo completo de Arrow-Debreu es aplicable cuando las mercancías se identifican según cuando deban entregarse, dónde deben entregarse, y en qué circunstancias deben entregarse, así como su naturaleza intrínseca. Por tanto, existirá un sistema completo de precios para contratos tales como "1 tonelada de trigo rojo de invierno, entregada el 3 de enero en Minneapolis, si hay un huracán en la Florida durante diciembre". Un modelo general del equilibrio con mercados completos de esta clase parece todavía estar lejos de ser una forma adecuada de describir los funcionamientos de las economías verdaderas. No obstante, sus autores sostienen que, aun así, es útil como guía simplificada de cómo funcionan las economías verdaderas.
Parte del trabajo reciente acerca del equilibrio general ha explorado las implicaciones de los mercados incompletos, es decir, una economía intertemporal con incertidumbre, donde no existen contratos suficientemente detallados que permitan que los agentes asignen correctamente sus demandas y recursos a través del tiempo. Si bien se ha demostrado que, por lo general, tales economías seguirán presentando un equilibrio, el resultado puede ya no ser óptimo según Pareto. La explicación básica para este resultado es que si los consumidores carecen de medios adecuados para transferir su abundancia de un momento en el tiempo a otro y el futuro es riesgoso, no existe nada que ate ningún precio al índice del substituto marginal relevante, que es el requisito estándar para el óptimo de Pareto. Sin embargo, en algunas condiciones la economía puede seguir siendo un óptimo condicionado de Pareto, lo que significa que una autoridad central limitada al mismo tipo y número de contratos que los agentes individuales tal vez no mejore el resultado. Lo que se necesita, más bien, es la introducción de un sistema completo de contratos posibles. Por lo tanto, una de las implicaciones de la teoría de mercados incompletos es que la ineficiencia puede ser el resultado de instituciones financieras subdesarrolladas o de apremios crediticios que sufren algunos miembros del público. La investigación en esta área todavía se encuentra en desarrollo.

## Propiedades y características del equilibrio general
Las preguntas básicas en análisis del equilibrio general se refieren a las condiciones bajo las cuales un equilibrio será eficiente, qué equilibrios eficientes pueden alcanzarse, cuándo se garantiza la existencia de un equilibrio y cuándo el equilibrio será único y estable.

### Primer teorema fundamental de la economía del bienestar
El primer teorema fundamental del bienestar establece que los equilibrios de los mercados son eficientes según el criterio de Pareto. En una economía de intercambio puro, una condición suficiente para que sea válido el primer teorema del bienestar es que las preferencias del consumidor no se satisfagan localmente. El primer teorema del bienestar también es válido para economías con producción, sin importar las propiedades de la función producción. Las suposiciones implícitas adicionales son que los consumidores son racionales, los mercados son completos, no hay externalidades y la información es perfecta. Por ejemplo, en una economía con externalidades es posible encontrar puntos de equilibrio que no son eficientes. 
Si bien es cierto que estas suposiciones son poco realistas, lo que afirma el teorema es, básicamente, que las fuentes de ineficacia encontradas en el mundo verdadero no se deben a la naturaleza misma del sistema de mercado, sino a algún tipo de falla del mercado.

### Segundo teorema fundamental de la economía del bienestar
Aunque cada equilibrio es eficiente, no es verdad que cada asignación eficiente de recursos será un equilibrio. El segundo teorema indica que cada asignación eficiente puede sostenerse por un cierto conjunto de precios. En otras palabras, todo lo que se requiere para alcanzar un resultado particular es una redistribución de las dotaciones iniciales de los agentes después de lo cual el mercado se ajustará sin necesidad de intervenir. Esto sugiere que la eficiencia y la equidad pueden abordarse por separado sin necesidad de favorecer una en demérito de la otra. Sin embargo, las condiciones para el segundo teorema son más fuertes que las condiciones necesarias para el primer teorema, pues ahora es preciso que las preferencias de los consumidores sean convexas (la convexidad corresponde, a grandes rasgos, a la idea de disminuir la utilidad marginal, o a preferir los "promedios sobre los extremos").

### Existencia
Aunque cada equilibrio es eficiente, ninguno de los dos teoremas previos expresa nada sobre cuál es el equilibrio existente. Para garantizar que existe un equilibrio necesitamos que las preferencias de los consumidores sean continuas, crecientes y convexas(aunque con un número grande de consumidores esta condición se puede relajar tanto para la existencia como para el segundo teorema de la economía del bienestar) y con dotaciones positivas. En forma similar, aunque menos plausible, los sistemas factibles de producción deben ser convexos, excluyendo la posibilidad de economías de la escala.
Las pruebas de existencia del equilibrio generalmente se apoyan en teoremas de punto fijo tales como el teorema del punto fijo de Brouwer, o su generalización (el teorema del punto fijo de Kakutani). En efecto, se puede pasar rápidamente de un teorema general sobre la existencia del equilibrio al teorema del punto fijo de Brouwer. Por esta razón, muchos economistas matemáticos consideran que demostrar la existencia es un resultado más fuerte que demostrar los dos teoremas fundamentales.

### Unicidad
Si bien (suponiendo convexidad) existirá un equilibrio que generalmente será eficiente, las condiciones en las cuales será único son mucho más fuertes. Aunque el tema es sumamente técnico, un análisis simple nos demuestra que la presencia de los efectos de la riqueza/abundancia (que es la característica que distingue más claramente el análisis de equilibrio general del equilibrio parcial) genera la posibilidad de la existencia de equilibrios múltiples. Cuando el precio de un bien determinado cambia, se producen dos efectos. Primero, se modifica la atracción relativa entre las distintas materias primas y, en segundo lugar, se altera la distribución de la riqueza/abundancia de agentes individuales. Estos dos efectos pueden compensarse o reforzarse de forma tal que más de un conjunto de precios constituya un equilibrio.
Un resultado conocido como el Teorema de Sonnenschein-Mantel-Debreu indica que la función agregada de la demanda hereda solamente ciertas características de la  función de demanda individual, y que estas (continuidad, homogeneidad del grado cero, ley de Walras, y comportamiento del límite cuando los precios están cerca de cero) no son suficientes para garantizar la unicidad del equilibrio.
Se han realizado muchas investigaciones sobre las condiciones en las que el equilibrio será único, o por lo menos cuando el número de equilibrios posibles se ve limitado. Un resultado indica que, en condiciones suaves, el número de equilibrios será finito e impar (véase el teorema del índice). Además, si una economía en su totalidad, caracterizada por una función de exceso de demanda agregada, posee la característica preferencia revelada (que es una condición mucho más fuerte que las preferencias reveladas por un solo individuo) o la característica substituta bruta, entonces el equilibrio será único. Se puede considerar que todos los métodos para establecer unicidad establecen que cada equilibrio tiene el mismo índice local positivo, en cuyo caso allí puede haber, por el teorema del índice, únicamente un punto de equilibrio.

### Determinación
Dado que los equilibrios pueden no ser únicos, es interesante determinar si un equilibrio específico es por lo menos único para un lugar específico. Si esto es así, se puede aplicar la estática comparativa siempre y cuando las perturbaciones al sistema no sean demasiado grandes. Como se indicó previamente, en una economía regular los equilibrios serán finitos y, por lo tanto, localmente únicos. Debreu determinó que "la mayor parte" de las economías son regulares. Sin embargo, trabajos recientes de Michael Mandler (1999) han desafiado esta afirmación. El modelo Arrow-Debreu-McKenzie es neutral entre los modelos de las funciones de producción, es continuamente diferenciable y está armado a partir de combinaciones lineales de procesos de coeficientes fijos. Mandler acepta que en ambos modelos de la producción, las dotaciones iniciales no serán consistentes con una serie continua de equilibrios, a excepción de un conjunto con una medida de Lebesgue nula. Sin embargo, las dotaciones cambian en el modelo con el transcurso del tiempo, y esta evolución de dotaciones es determinada por las decisiones de los agentes (por ejemplo, firmas) del modelo. 
En este modelo, los agentes tienen un interés en los equilibrios que son indeterminados:

"La indeterminación no es sólo un fastidio técnico, sino que mina la suposición de toma de precio de los modelos competitivos. Dado que las manipulaciones arbitrariamente pequeñas de factores de suministro pueden incrementar significativamente el precio de un factor, los propietarios de un factor no considerarán los precios como paramétricos."
(Mandler, 1999, p. 17)

Cuando la tecnología se modela mediante combinaciones lineales de procesos con coeficientes fijos, los agentes óptimos conducirán dotaciones tales que exista una serie continua de equilibrios:

"Las dotaciones donde ocurre una indeterminación se presentan sistemáticamente a través del tiempo y por lo tanto no pueden ser desatendidas; el modelo de Arrow-Debreu-McKenzie se verá así influido por los dilemas de la teoría del factor de precio." (Mandler, 1999, p. 19)

Los críticos del análisis de equilibrio general cuestionan su aplicabilidad práctica, basándose en la posibilidad de la no unicidad de equilibrios. Los partidarios han precisado que este aspecto es de hecho una reflexión de la complejidad del mundo verdadero y, por lo tanto, es una característica realista atractiva del modelo.

### Estabilidad
En un modelo típico de equilibrio general, los precios que prevalecen "cuando las condiciones generales de la economía se estabilizan" son aquellos precios que compatibilizan las demandas de los diferentes consumidores por las distintas mercancías.
A partir de ello, surge la pregunta sobre cuál ha sido el proceso mediante el cual la economía ha llegado a ese estatus de equilibrio, esto es, el proceso mediante el cual los precios y asignaciones han llegado a ese nivel en el que los mercados se vacían. Lo cual se relaciona con saber cuál sería el comportamiento frente a eventos transitorios que modifiquen la economía. ¿Acaso los precios regresarían a los niveles que tenían antes de los eventos que perturbaron la economía? Esta es la cuestión de la estabilidad del equilibrio, y puede verse fácilmente que está relacionada con la unicidad.
Si hay equilibrios múltiples, entonces algunos de ellos serán inestables. Si un equilibrio es inestable y hay una perturbación o evento, la economía tenderá hacia un sistema distinto de asignaciones y de precios una vez que el evento haya concluido y el proceso convergente termine. Sin embargo, la estabilidad depende no solo de la cantidad de equilibrios, sino también del tipo del proceso que guía el cambio de precios (para un tipo específico de proceso de ajuste del precio). Por lo tanto, algunos investigadores se han centrado en aquellos procesos de ajuste plausibles que garantizarán la estabilidad del sistema, es decir, precios y asignaciones que convergen siempre a un cierto equilibrio. Sin embargo, en caso de existir más de un equilibrio, el punto en el cual termine el proceso dependerá de cuál era la condición inicial del sistema.

## Problemas pendientes de resolución en el equilibrio general
Investigaciones realizadas sobre el modelo de Arrow-Debreu-McKenzie han revelado algunos problemas con el modelo. El resultado conocido como teorema de Sonnenschein-Mantel-Debreu indica que, esencialmente, cualquier restricción en la forma de las funciones de exceso en la demanda es restringente. Algunos piensan que esto implica que el modelo de Arrow-Debreu carece de contenido empírico. De todos modos, no es posible esperar que los equilibrios de Arrow-Debreu-McKenzie sean únicos o estables.
Se ha mencionado que un modelo planteado alrededor del proceso de tatonnement es un modelo de una economía centralmente planificada, no una economía de mercado descentralizada. Algunas investigaciones han intentado, sin mucho éxito, desarrollar modelos generales del equilibrio con otros procesos. Específicamente, algunos economistas han desarrollado modelos en los cuales los agentes pueden negociar a precios que se encuentran fuera de equilibrio, y tales negociaciones pueden afectar los equilibrios a los cuales tiende la economía. Particularmente significativos son el proceso de Hahn, el proceso de Edgeworth y el proceso de Fischer.
Los datos que determinan los equilibrios de Arrow-Debreu incluyen inventarios iniciales de los bienes de capital. Si la producción y el comercio ocurren fuera de equilibrio, estos inventarios se modificarán, lo que complicará aún más el análisis.

En una economía verdadera, sin embargo, el comercio, al igual que la producción y el consumo, continúan en condiciones fuera del equilibrio. Por lo tanto, en el curso de la convergencia al equilibrio (suponiendo que esto ocurre), los inventarios cambian. Esto a su vez cambia el conjunto de equilibrios. O sea, el conjunto de equilibrios depende de la trayectoria... Esta dependencia de la trayectoria hace que el cálculo de los equilibrios que corresponden al estado inicial del sistema sean esencialmente irrelevantes. Lo que importa es el equilibrio que alcanzará la economía partiendo de los inventarios iniciales, no el equilibrio en que habría estado dados los inventarios iniciales, en el caso de que los inventarios iniciales hubieran tenido precios correctos (Franklin Fischer, según la cita de Petri, 2004).
El modelo de Arrow-Debreu, en el cual todo el comercio tiene lugar en contratos a futuro realizados a tiempo cero, requiere que existan un gran número de mercados. El mismo es equivalente en el caso de mercados completos a un concepto de equilibrio secuencial, en el cual se abren, en cada evento que ocurre en una fecha, mercados spot de bienes y activos (que no son equivalentes en el caso e mercados incompletos); la compensación (clearing) del mercado requiere entonces que toda la secuencia de precios compense todos los mercados en todo momento. Una generalización del esquema de mercados secuenciales es el método de equilibrio transitorio, en el que la compensación del mercado en un punto en el tiempo es condicional de las expectativas de precios futuros, que no necesariamente deben ser los valores de compensación del mercado.
Aunque el modelo de Arrow-Debreu-McKenzie se plantea en términos de un cierto numeral arbitrario, el modelo no abarca el dinero. Frank Hahn, por ejemplo, ha investigado si se pueden desarrollar modelos de equilibrio general en los cuales el dinero participa como elemento central. La meta es encontrar modelos en los cuales la existencia de dinero puede alterar las soluciones del equilibrio, quizás porque la posición inicial de los agentes depende de precios monetarios.
Algunos críticos del modelo de equilibrio general afirman que gran parte de las investigaciones en estos modelos no son más que ejercicios matemáticos sin conexión alguna con las economías reales. "Hoy existen esfuerzos que se consideran grandes contribuciones económicas, aunque son meros ejercicios matemáticos, sin ninguna sustancia económica y sin ningún valor matemático" (Nicholas Georgescu-Roegen, 1979).
Aunque los modelos modernos en teoría general del equilibrio demuestran que en ciertas circunstancias los precios convergerán al equilibrio, los críticos sostienen que las suposiciones necesarias para obtener estos resultados son extremadamente restrictivas. Al igual que las rigurosas restricciones sobre las funciones de exceso de demanda, las suposiciones necesarias incluyen racionalidad perfecta de la información completa individual sobre todos los precios ahora y en el futuro, y las condiciones necesarias para una competencia perfecta. Sin embargo, algunos resultados de la economía experimental indican que incluso en circunstancias donde hay pocos agentes informados en forma imperfecta los precios que resultan y las asignaciones a menudo se asemejan a las correspondientes de un mercado perfectamente competitivo.
Hahn Frank defiende el equilibrio general que modela, considerando que proporciona una función negativa. Los modelos generales del equilibrio demuestran lo que tendría que ocurrir para que una economía no regulada resulte Pareto eficiente.

## Equilibrio general computable
Hasta la década de 1970, el análisis de equilibrio general era esencialmente teórico, no obstante los trabajos de Leif Johansen en 1960. La aplicación del esquema de equilibrio en la búsqueda de respuestas a preguntas prácticas de política pública se popularizó solo hasta 1969, cuando Herbert Scarf presentó un algoritmo numérico eficiente para el cálculo de equilibrios en economías complejas. En forma paralela, los avances en poder computacional y el desarrollo de los sistemas estadísticos nacionales --que puso a disposición del público general las tablas de insumo-producto necesarias para implementar modelos de grandes dimensiones y gran detalle sectorial-- han supuesto un importante incentivo para incluir el llamado "modelado aplicado de equilibrio general" como parte de las herramientas habituales de los analistas públicos.Se tiene poco información sobre esta teoría.